# ريناتو ريفيرا
ريناتو ريفيرا (بالإسبانية: Renato Rivera)‏ (17 يونيو 1985 في المكسيك - ) هو لاعب كرة قدم مكسيكي في مركز الهجوم. لعب مع كلوب ليون ونادي جامعة غوادالاخارا ونادي غوادالاخارا ودورادوس سينالوا ونادي وأكاديمية غوادالاخارا للاحتياطيين ‏.

## وصلات خارجية
- ريناتو ريفيرا على موقع قاعدة بيانات كرة القدم.إي يو (الإنجليزية)
- ريناتو ريفيرا على موقع Soccerway.com (الإنجليزية)